# Simulium karasuae
Simulium karasuae es una especie de insecto del género Simulium, familia Simuliidae, orden Diptera.
Fue descrita científicamente por Panchenko, 1998.